# 유다원 (가수)
유다원(2003년 6월 3일~)은 대한민국의 가수이다. 2022년 연애의 참견 2022 OST '나보다 좋은 사람 만나'로 데뷔했다.

## 방송
- 캡틴 (2020) - Top34
- TV조선 대학가요제 (2024)

## 음반
- 연애의 참견 2022 OST - Part.19 (2022)
- 우리 사랑이 (2022)